# Gartell Light Railway
| Gartell Light Railway |                     |                                                    |                                                    |
| OpenStreetMap der Gartell Light Railway |                     |                                                    |                                                    |
| Streckenlänge: | 1,2 km              |                                                    |                                                    |
| Spurweite: | 610 mm (2-Fuß-Spur) |                                                    |                                                    |
| |                     |                                                    |                                                    |
| \| \| \| Somerset and Dorset Joint Railway nach Bath \| \| \| \| \| Verlängerung im Bau \| \| \| \| \| Tower View \| \| \| \| \| Depot \| \| \| \| \| Common Lane \| \| \| \| \| \| \| \| \| \| \| \| \| \| \| Pinesway Junction \| \| \| \| \| Park Lane \| \| \| \| \| \| \| \| \| \| Somerset and Dorset Joint Railway nach Bournemouth \| \| |                     |                                                    |                                                    |
| Strecke (außer Betrieb) |                     | Somerset and Dorset Joint Railway nach Bath        | Somerset and Dorset Joint Railway nach Bath        |
| |                     | Verlängerung im Bau                                |                                                    |
| U-Bahn-Haltepunkt / Haltestelle Strecke bis hier außer Betrieb |                     | Tower View                                         | Tower View                                         |
| U-Bahn-Strecke · U-Bahn-Betriebsstelle Streckenanfang |                     | Depot                                              | Depot                                              |
| U-Bahn-Bahnübergang · U-Bahn-Haltepunkt / Haltestelle |                     | Common Lane                                        | Common Lane                                        |
| U-Bahn-Strecke von links · U-Bahn-Kreuzung geradeaus oben · U-Bahn-Strecke nach rechts |                     |                                                    |                                                    |
| |                     |                                                    |                                                    |
| U-Bahn-Haltepunkt / Haltestelle |                     | Pinesway Junction                                  | Pinesway Junction                                  |
| U-Bahn-Haltepunkt / Haltestelle |                     | Park Lane                                          | Park Lane                                          |
| |                     |                                                    |                                                    |
| Strecke (außer Betrieb) |                     | Somerset and Dorset Joint Railway nach Bournemouth | Somerset and Dorset Joint Railway nach Bournemouth |

Die Gartell Light Railway ist eine privat betriebene Schmalspurbahn bei Yenston, südlich von Templecombe, in Somerset, England.

## Streckenverlauf

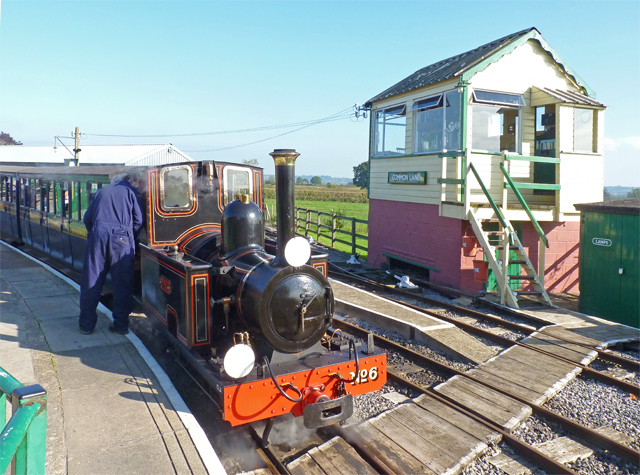
Stellwerk

Die 1,2 km lange Strecke mit einer Spurweite von 610 mm (2 Fuß) verläuft teilweise auf der Trasse der ehemaligen Somerset and Dorset Joint Railway. Es gibt vier Haltepunkte: Common Lane, Pinesway Junction, Park Lane und Tower View.
Die Eisenbahn setzt ein umfangreiches Signalsystem ein, das von zwei Stellwerken in Common Lane und Pinesway Junction bedient wird. 
Die Eisenbahn ist an mehreren Tagen pro Jahr für den Publikumsverkehr geöffnet, wobei normalerweise drei Züge eingesetzt werden, so dass von 10:30 Uhr bis 16:30 Uhr alle 20 Minuten ein Zug am Bahnhof Common Lane abfährt.

## Geschichte

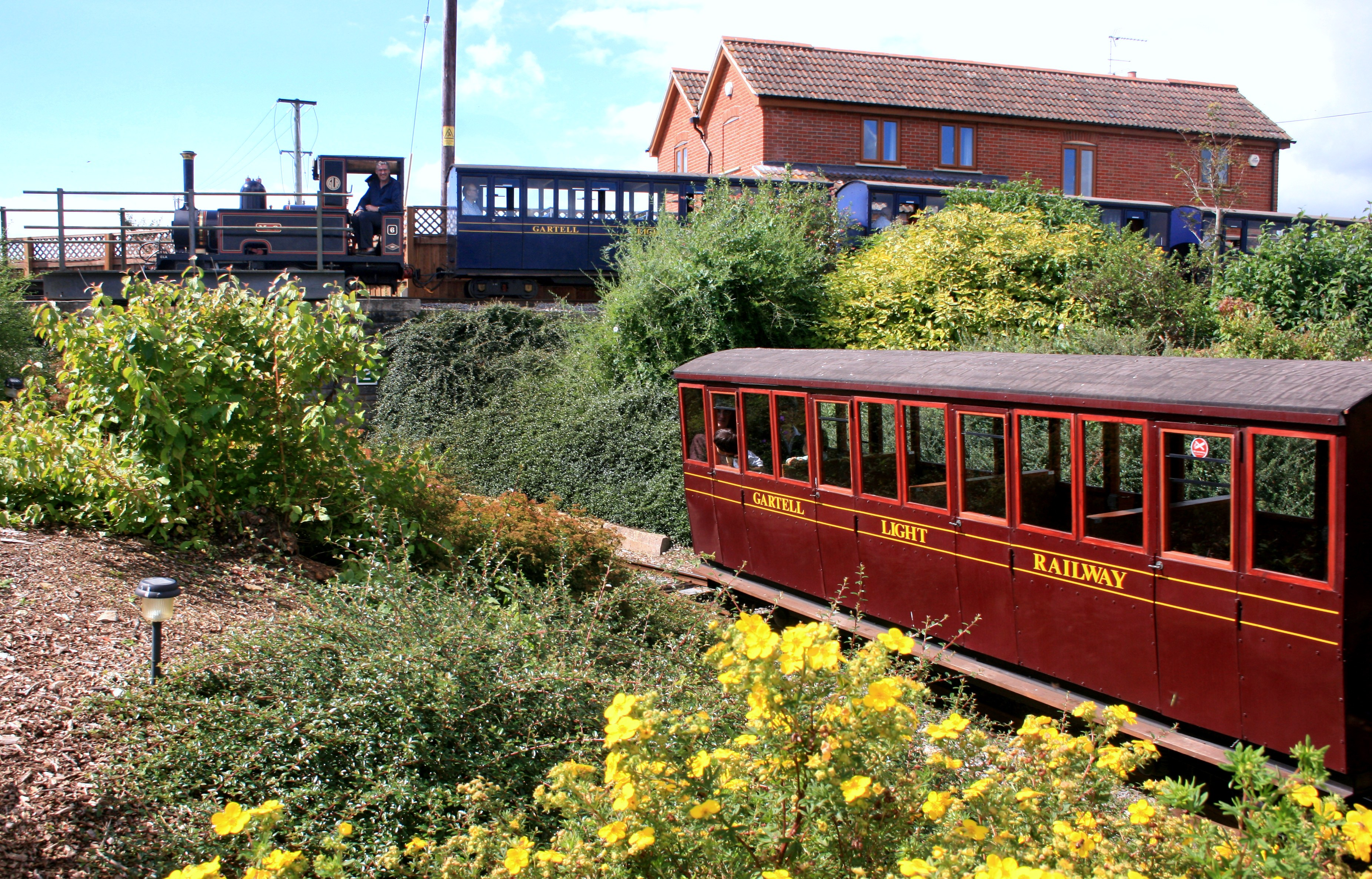
Brücke zum Depot

Die Eisenbahnenthusiasten John and Christine Gartell haben zusammen mit ihrer Familie und ihren Freunden die Bahnlinie 1991 für den öffentlichen Personenverkehr in Betrieb genommen. Seitdem hat sich die Bahn zu einer Touristenattraktion entwickelt.
Der Streckenverlauf mit der Abzweigung zum Lokomotivschuppen und der Wagenremise bietet die ungewöhnliche Möglichkeit, dass gleichzeitig zwei Züge mit unterschiedlichen Zielen abfahren und dann der eine Zug den anderen auf einer Brücke überquert.

## Lokomotiven
| Nummer | Name   | Hersteller                    | Achsfolge | Baujahr | Seriennummer | Bemerkungen                                                                           |
| ------ | ------ | ----------------------------- | --------- | ------- | ------------ | ------------------------------------------------------------------------------------- |
| 1      | AMANDA | Gartell Light Railway         | Bo-BoDH   | 2000    |              | Ehemals Southend Pier Railway                                                         |
| 2      | ANDREW | Baguley-Drewry                | 4wDH      | 1973    | 3699         | 2007 erworben                                                                         |
| 5      | ALISON | Alan Keef                     | 4wDH      | 1993    | 10           |                                                                                       |
| 6      | Mr. G  | North Dorset Locomotive Works | 0-4-2T    | 1998    | 698          | Neubau basierend auf den Konstruktionszeichnungen der Polar-Bear-Lok von W.G. Bagnall |
| 9      | Jean   | Alan White                    | 0-4-0T+T  | 2008    |              | [ 3 ]                                                                                 |